# Paracoenia ampla
Paracoenia ampla är en tvåvingeart som beskrevs av Wayne N. Mathis 1975. Paracoenia ampla ingår i släktet Paracoenia och familjen vattenflugor.
Artens utbredningsområde är Kalifornien. Inga underarter finns listade i Catalogue of Life.